# 추억의 발라드
《추억의 발라드》는 1987년도에 나왔으며, 장혜리의 2집 수록곡이다.
추억의 발라드로 인하여 장혜리의 인기가 높아졌다.
제목은 발라드인데 막상 들어보면 신나는 댄스곡이다.
장윤정이 장혜리의 추억의 발라드를 리메이크 하여 음반을 낸 적이 있다. 장윤정의 추억의 발라드는 에어로빅이나 댄스학원에서 많이 쓰이는 노래이다.

2015년에는 Jtbc의 한 프로그램, 끝까지 간다에서 가수 김연지가 장혜리의 추억의 발라드를 부른 적이 있다. 그 뒤로 이 노래도 많은 이들의 사랑을 받았다.